# Partit Valencianista d'Esquerra
Partit Valencianista d'Esquerra (PVE) fou un partit valencianista fundat el 8 de desembre de 1935 de la fusió de l'Agrupació Valencianista Republicana amb el Centre d'Actuació Valencianista de València i el Centre Valencianista de Xàtiva. als quals se'ls varen adherir l'Actuació Valencianista d'Esquerra i el Grup Valencianista d'Almussafes.
Els seus caps foren Maximilià Thous i Llorenç i Francesc Bosch i Morata.

## Ideologia
El PVE es basava en una ideologia republicana, d'esquerra i valencianista. No es tractava d'un partit de masses amb aspiracions revolucionàries, sinó més aviat d'una força d'intel·lectuals i professionals liberals que propugnaven l'autonomia política del País Valencià, reformes per superar la societat capitalista i la defensa de la normalització cultural i lingüística del valencià. Tot i això el PVE era molt acostat a posicions filocomunistes i, per tant, situat ideològicament més a l'esquerra que l'altre partit valencianista de l'època Esquerra Valenciana.
Tot i que la seua línia política fóra més fermament valencianista que no la de l'altre partit valencianista d'esquerres de l'època, Esquerra Valenciana, durant la Guerra Civil espanyola el PVE acabà alineant-se al voltant de les tesis del Partit Comunista d'Espanya i assumint les tesis de Juan Negrín, qui afirmava que la declaració de nous Estatuts d'Autonomia devia posposar-se mentre durara la Guerra Civil.

## Història
Va ser fundat en un congrés el 8 de desembre de 1935, fruit de la unió de diferents grups valencianistes, els més importants dels quals eren el Centre d'Actuació Valencianista i diversos dirigents de l'Agrupació Valencianista Republicana. Així mateix, s'hi sumaren diferents centres locals valencianistes, com el de Xàtiva i Almussafes.

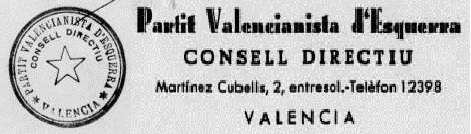
Segells del Partit Valencianista d'Esquerra, l'any 1937.

A les eleccions de febrer de 1936, el PVE va participar en el Front Popular, col·laborant en l'elaboració del programa i en la campanya electoral. Empar Navarro i Giner, dona de Maximilià Thous, va intervindre com a oradora en nombrosos actes de propaganda en la campanya a favor del Front d'Esquerres. Vicent Marco Miranda, d'Esquerra Valenciana, va ser elegit diputat per la circumscripció electoral de la ciutat de València amb el suport del Partit Valencianista d'Esquerra. A canvi, però, se li va concedir una gran representació a l'Ajuntament de València després de les remodelacions al consistori en primavera, arribant a tindre 5 regidors, entre ells Josep Castanyer i Francesc Soto.
Quan esclatà la Guerra Civil espanyola va formar part del Comité Executiu Popular de València, on Bosch i Morata fou delegat de sanitat. Intentà sense èxit fusionar-se amb Esquerra Valenciana després de l'esclat de la Guerra Civil espanyola. Durant este període el partit experimenta un gir cap a les tesis contràries als estatuts d'autonomia del Partit Comunista d'Espanya i el president de la República Juan Negrín, fet que provocà que molts militants del PVE abandonaren el partit per a passar a Esquerra Valenciana, com fou el cas de Francesc Bosch i Morata, primer conseller de cultura de la Generalitat Valenciana.